# Belarussischer Fußballpokal 2018/19
Der Belarussische Fußballpokal 2018/19 war die 28. Austragung des belarussischen Pokalwettbewerbs der Männer. Das Finale fand am 26. Mai 2019 im Dinamo-Stadion von Wizebsk statt. Titelverteidiger FK Dinamo Brest schied im Achtelfinale gegen den späteren Sieger FK Schachzjor Salihorsk, der sich im Finale gegen den FK Wizebsk durchsetzte.

## Modus
Im Gegensatz zur Liga wurde der Pokal im Herbst-Frühjahr-Rhythmus ausgetragen. Bis zum Achtelfinale wurden die Begegnungen in einem Spiel ausgetragen. Bei unentschiedenem Ausgang wurde zur Ermittlung des Siegers eine Verlängerung gespielt. Stand danach kein Sieger fest, folgte ein Elfmeterschießen. Ab dem Viertelfinale wurden die Sieger in Hin- und Rückspiel ermittelt. Der Pokalsieger qualifizierte sich für die UEFA Europa League.

## Teilnehmende Teams
| Wyschejschaja Liha (16) | Perschaja Liha (15) | Druhaja Liha (14) | Amatarskaja Liha (5)                                                                                           |
| --- | --- | --- | --- |
| - BATE Baryssau - FK Dinamo Brest - FK Haradseja - FK Njoman Hrodna - FK Homel - FK Islatsch - Dnjapro Mahiljou - FK Minsk - FK Dinamo Minsk - FK Lutsch Minsk - FK Schachzjor Salihorsk - FK Smaljawitschy - FK Sluzk - FK Tarpeda Minsk - FK Tarpeda-BelAS Schodsina - FK Wizebsk | - FK Baranawitschy - Belschyna Babrujsk - Chimik Swetlahorsk - FK Hranit Mikaschewitschy - FK Lokomotiv Homel - FK Lida - FK Enerhetyk-BHU Minsk - Naftan Nawapolazk - FK Orscha - FK JuAS Schytkawitschy - FK Slonim-2017 - FK Slawija-Masyr - FK Smarhon - FK Tschysz - FK Wolna Pinsk | - Aschmjany-BDUFK - FK Assipowitschy - Bumprom Homel - FK Horki - FK Iwazewitschy - FK Klezk - NFK Krumkatschy - Maladsetschna DjuSSch-4 - FK Enerhetyk-BDATU Minsk - FK Njoman-Ahro Stoubzy - SMIautatrans Smaljawitschy - FK Sputnik Retschyza - FK Usda - Wiktorija Marjina Horka | - Prypjaz Alschany - FK Mantaschnik Masyr - SDJuSchAR-MTZ-Sjabar Minsk - FK Polazkhas - Zementnik Krasnaselski |

## 1. Qualifikationsrunde
Teilnehmer waren 2 Amateurvereine und 2 Drittligisten. Die unterklassigen Teams hatten Heimrecht.
| Datum      |                                | Ergebnis |                       |
| ---------- | ------------------------------ | -------- | --------------------- |
| 12.05.2018 | SDJuSchAR-MTZ-Sjabar Minsk (A) | 1:0      | FK Iwazewitschy (III) |
| 13.05.2018 | Prypjaz Alschany (A)           | 4:1      | Bumprom Homel (III)   |

## 2. Qualifikationsrunde
Teilnehmer waren die 2 Sieger der ersten Qualifikationsrunde, weitere 3 Amateurvereine, 12 weitere Drittligisten und die 15 Zweitligisten. Die unterklassigen Teams hatten Heimrecht.
| Datum      |                                  | Ergebnis              |                                |
| ---------- | -------------------------------- | --------------------- | ------------------------------ |
| 11.06.2018 | FK Mantaschnik Masyr (A)         | 0:0 n. V. (1:4 i. E.) | Naftan Nawapolazk (II)         |
| 13.06.2018 | SDJuSchAR-MTZ-Sjabar Minsk (A)   | 0:3                   | FK Usda (III)                  |
| 13.06.2018 | FK Enerhetyk-BDATU Minsk (III)   | 0:0 n. V. (6:5 i. E.) | Chimik Swetlahorsk (II)        |
| 13.06.2018 | Wiktorija Marjina Horka (III)    | 0:6                   | FK Lida (II)                   |
| 13.06.2018 | Aschmjany-BDUFK (III)            | 0:0 n. V. (1:3 i. E.) | FK Enerhetyk-BHU Minsk (II)    |
| 13.06.2018 | Prypjaz Alschany (A)             | 0:8                   | Belschyna Babrujsk (II)        |
| 13.06.2018 | FK Sputnik Retschyza (III)       | 0:0 n. V. (3:4 i. E.) | FK Smarhon (II)                |
| 13.06.2018 | FK Polazkhas (A)                 | 2:3                   | FK Orscha (II)                 |
| 13.06.2018 | FK Assipowitschy (III)           | 2:3                   | FK Slawija-Masyr (II)          |
| 13.06.2018 | NFK Krumkatschy (III)            | 0:1                   | FK JuAS Schytkawitschy (II)    |
| 13.06.2018 | Zementnik Krasnaselski (A)       | 0:5                   | FK Wolna Pinsk (II)            |
| 13.06.2018 | FK Klezk (III)                   | 1:0 n. V.             | FK Hranit Mikaschewitschy (II) |
| 13.06.2018 | FK Horki (III)                   | 0:2                   | FK Slonim-2017 (II)            |
| 13.06.2018 | Maladsetschna DjuSSch-4 (III)    | 1:3                   | FK Tschysz (II)                |
| 13.06.2018 | FK Njoman-Ahro Stoubzy (III)     | 1:3                   | FK Lokomotiv Homel (II)        |
| 13.06.2018 | SMIautatrans Smaljawitschy (III) | 1:1 n. V. (4:3 i. E.) | FK Baranawitschy (II)          |

## 1. Runde
Teilnehmer waren die 16 Sieger der zweiten Qualifikationsrunde und die 16 Mannschaften der Wyschejschaja Liha 2018. Die unterklassigen Teams hatten Heimrecht.
| Datum      |                                  | Ergebnis              |                                |
| ---------- | -------------------------------- | --------------------- | ------------------------------ |
| 11.07.2018 | FK Enerhetyk-BHU Minsk (II)      | 1:2 n. V.             | BATE Baryssau (I)              |
| 24.07.2018 | FK Orscha (II)                   | 0:4                   | FK Wizebsk (I)                 |
| 27.07.2018 | FK Lida (II)                     | 0:3                   | FK Minsk (I)                   |
| 27.07.2018 | FK Wolna Pinsk (II)              | 0:2 n. V.             | FK Tarpeda-BelAS Schodsina (I) |
| 28.07.2018 | FK Lokomotiv Homel (II)          | 3:2                   | Dnjapro Mahiljou (I)           |
| 28.07.2018 | Belschyna Babrujsk (II)          | 3:1                   | FK Njoman Hrodna (I)           |
| 28.07.2018 | FK Usda (III)                    | 2:3                   | FK Smaljawitschy (I)           |
| 28.07.2018 | FK Slonim-2017 (II)              | 1:2                   | FK Haradseja (I)               |
| 28.07.2018 | Naftan Nawapolazk (II)           | 0:1                   | FK Sluzk (I)                   |
| 28.07.2018 | SMIautatrans Smaljawitschy (III) | 1:6                   | FK Homel (I)                   |
| 29.07.2018 | FK Smarhon (II)                  | 0:4                   | FK Tarpeda Minsk (I)           |
| 29.07.2018 | FK JuAS Schytkawitschy (II)      | 0:5                   | FK Islatsch (I)                |
| 29.07.2018 | FK Slawija-Masyr (II)            | 3:2                   | FK Lutsch Minsk (I)            |
| 29.07.2018 | FK Tschysz (II)                  | 00:11                 | FK Schachzjor Salihorsk (I)    |
| 29.07.2018 | FK Enerhetyk-BDATU Minsk (III)   | 0:7                   | FK Dinamo Minsk (I)            |
| 29.07.2018 | FK Klezk (III)                   | 2:2 n. V. (0:2 i. E.) | FK Dinamo Brest (I)            |

## Achtelfinale
Teilnehmer waren die 16 Sieger der ersten Runde.
| Datum      |                             | Ergebnis              |                                |
| ---------- | --------------------------- | --------------------- | ------------------------------ |
| 11.08.2018 | FK Lokomotiv Homel (II)     | 3:0                   | FK Smaljawitschy (I)           |
| 11.08.2018 | FK Wizebsk (I)              | 0:0 n. V. (5:4 i. E.) | FK Tarpeda-BelAS Schodsina (I) |
| 12.08.2018 | FK Tarpeda Minsk (I)        | 0:2                   | FK Sluzk (I)                   |
| 12.08.2018 | FK Homel (I)                | 0:2                   | FK Islatsch (I)                |
| 12.08.2018 | FK Dinamo Minsk (I)         | 2:0                   | FK Minsk (I)                   |
| 26.09.2018 | FK Schachzjor Salihorsk (I) | 0:0 n. V. (4:2 i. E.) | FK Dinamo Brest (I)            |
| 03.10.2018 | FK Slawija-Masyr (II)       | 0:0 n. V. (3:4 i. E.) | Belschyna Babrujsk (II)        |
| 17.11.2018 | BATE Baryssau (I)           | 0:0 n. V. (4:2 i. E.) | FK Haradseja (I)               |

## Viertelfinale
| Datum          |                             | Gesamt |                         | Hinspiel | Rückspiel |
| -------------- | --------------------------- | ------ | ----------------------- | -------- | --------- |
| 09./14.03.2019 | BATE Baryssau (I)           | 1:2    | FK Islatsch (I)         | 1:1      | 0:1       |
| 09./15.03.2019 | FK Wizebsk (I)              | 3:1    | FK Lokomotiv Homel (I)  | 1:0      | 2:1       |
| 10./15.03.2019 | FK Schachzjor Salihorsk (I) | 6:0    | Belschyna Babrujsk (II) | 5:0      | 1:0       |
| 10./15.03.2019 | FK Dinamo Minsk (I)         | 2:1    | FK Sluzk (II)           | 2:0      | 0:1       |

## Halbfinale
| Datum             |                 | Gesamt |                             | Hinspiel | Rückspiel |
| ----------------- | --------------- | ------ | --------------------------- | -------- | --------- |
| 10.04./30.04.2019 | FK Islatsch (I) | 4:6    | FK Schachzjor Salihorsk (I) | 2:2      | 2:4 n. V. |
| 10.04./01.05.2019 | FK Wizebsk (I)  | 1:0    | FK Dinamo Minsk (I)         | 1:0      | 0:0       |

## Finale
| Paarung                 | FK Wizebsk – FK Schachzjor Salihorsk |
| Ergebnis                | 0:2 (0:1) |
| Datum                   | 26. Mai 2019 |
| Stadion                 | Dinamo-Stadion, Wizebsk |
| Zuschauer               | 7.954 |
| Schiedsrichter          | Andrej Wasiljewitsch |
| Tore                    | 0:1 Darko Bodul (45.) 0:2 Nikola Antić (80.) |
| FK Wizebsk              | Dsmitryj Huschtschanka – Arzjom Skitau, Akaki Chubutia, Daniil Tschalow (74. Wladislaw Ryschkow), Mikalaj Solatau – Wanderson Maranhão, Michail Kaslou – Anton Mazwejenka, Artem Starhorodskij (86. Sjarhej Wolkau), Kiryl Pjatschenin – Maksim Feschtschuk (86. Ilmir Nurissow) Cheftrainer: Sjarhej Jasinski |
| FK Schachzjor Salihorsk | Andrej Klimowitsch – Sjarhej Mazwejtschik, Pawel Rybak, Aljaksandr Satschyuka, Nikola Antić – Aljaksandr Sjaljawa – Maks Ebonh, Juryj Kawaljou, Waleryj Hramyka (90. Wasil Prijma), Mikita Tatarkow (64. Ihar Burko) – Darko Bodul (70. Mikalaj Janusch) Cheftrainer: Sergej Taschujew ( Russland)             |
| Gelbe Karten            | Mikalaj Solatau, Akaki Chubutia, Anton Mazwejenka, Wanderson Maranhão – Aljaksandr Sjaljawa, Darko Bodul, Sjarhej Mazwejtschik |